# Severino Araújo
Severino Araújo de Oliveira (Limoeiro, 23 de abril de 1917 - Río de Janeiro, 3 de agosto de 2012) fue un músico, compositor, director y clarinetista brasileño. Ha sido director de la Orquesta Tabajara, desde los 21 años de edad.
Uno de los pioneros en la fusión de elementos de jazz y la música choro de Brasil. Araújo comenzó a estudiar con su padre a los seis años, en 1923, a los doce años hizo su primer arreglo para una banda liderada por su padre, José Severino de Araújo, y a los dieciséis años estaba escribiendo éxitos para el carnaval. En 1936 se fue a la banda de la policía militar como primer clarinetista de Paraíba y desde allí comenzó su vida profesional.
Poco después de llegar a João Pessoa, Severino Araújo fue llamado a actuar en la Orquesta Tabajaraa, que asumió la regencia en 1938, permaneciendo en el grupo de cabeza hasta el año 2006, cuando pasó el puesto a su hermano Jaime Araujo, el saxofonista y flautista.
Como compositor, Severino Araújo es el autor de varios clásicos de choro, como Espinha de Bacalhau y Chorinho Pra Você.
Severino Araujo murió el 3 de agosto de 2012, a los 95 años debido a una falla orgánica múltiple que se produjo por una infección del tracto urinario.

## Obras
Entre las más de 50 composiciones de llanto, los más conocidos son los siguientes:
- Espinha de Bacalhau, 1937;
- Gafanhoto Manco, 1937;
- Um Chorinho Modulante, 1937;
- Mumbaba, 1943;
- Um Chorinho Delicioso, 1947;
- Um Chorinho pra Você, 1947;
- Simplesmente, 1948;
- Mirando-te, 1950;
- Além do Horizonte, 1952;
- Pensando em Você, 1953;
- Um Chorinho em Montevidéu, 1955;
- Nivaldo no Choro, 1956.